# Руський Виконавчий Комітет
Руський виконавчий комітет (рос. Русский исполнительный комитет) — політична організація галицьких москвофілів, заснована у Львові в грудні 1918 року.
Відновив щоденник «Прикарпатская Русь» (виходив до 1920), співпрацював з українською Міжпартійною Радою, не брав участі у виборах до польського сейму 1922 року. У 1923 році комітет розколовся: ліве крило заснувало совєтофільську партію «Народна Воля», консервативне крило — «Галицько-руську народну організацію» з орієнтацією на підтримку польського уряду, який віддав їм давні народні установи Народний Дім у Львові і Ставропігійський інститут з їхнім великим майном. Ця організація в 1929 році поділилася на дві незначні — праву Руську аграрну партію (РАП) і Руську селянську організацію. Вони об'єдналися знову у 1931 році.